# Грейс, Тофер
Кри́стофер Джон «То́фер» Грейс (англ. Christopher John "Topher" Grace; род. 12 июля 1978) — американский актёр, известный по ролям в таких фильмах, как: «Шоу 70-х», «Постскриптум», «Отвези меня домой», «Свидание со звездой», «Траффик», «Человек-паук 3: Враг в отражении» и «Хищники».

## Ранние годы
Тофер Грейс родился в Нью-Йорке в семье Патрисии (по профессии она — офисный служащий, а также ассистентка преподавателя в школе города Дариен, Коннектикут), и Джона Грейса (управляющий предприятием). Тофер вырос в Дариене. Также у него есть младшая сестра Дженнифер.

## Карьера
С ранних лет проявляя интерес к искусству и творчеству, Тофер, как только начал учёбу в средней школе, немедленно присоединился к местному театральному кружку. Постепенно он всё чаще выступал на школьной сцене, участвуя не только в любительских спектаклях, но и в различных творческих конкурсах, проводимых в учебном заведении.
Став старше, продолжая учёбу, Тофер нашёл работу в видеопрокате. Это дало ему возможность смотреть множество фильмов прямо на работе. Внимание со стороны профессионалов телевидения и кино Тофер Грейс привлёк ещё до того, как закончил школу.
Талант Грейса первыми заметили Бонни и Терри Тёрнеры (создатели «Шоу 70-х»), чья дочь играла в школьной постановке вместе с Тофером. Грейс впервые появился на экране в роли Эрика Формана в вышеупомянутом сериале «Шоу 70-х» в 1998 году. Ситком пользовался успехом, и Грейс стал широко известен в кругах любителей сериалов. Роль Формана Тофер исполнял до седьмого сезона. Несмотря на его уход из сериала, «Шоу 70-х» просуществовало ещё один сезон (до 2006 года). Персонаж был заменён Рэнди Пирсоном (его исполнил Джош Майерс), однако Грейс всё равно появился в последней серии ситкома.
Грейс посещал колледж при Университете Южной Калифорнии, но оставил учёбу уже на первом курсе, чтобы сконцентрироваться на кинокарьере. Он сыграл молодого наркомана, который приучает свою девушку к героину в фильме «Траффик» (2000) Стивена Содерберга, а также в ролях камео в других фильмах Содерберга «Одиннадцать друзей Оушена» (2001) и «Двенадцать друзей Оушена» (2004). Но в «Тринадцать друзей Оушена» Грейс появиться не смог из-за съёмок в блокбастере «Человек-паук 3: Враг в отражении». В 2003 году он снялся в фильме режиссёра Майка Ньюэлла «Улыбка Моны Лизы».
В 2004 году Грейс появился в главных ролях в фильмах «Свидание со звездой» Роберта Лукетича, «Крутая компания» Пола Вайца и в мелодраме Дилана Кидда «Постскриптум».
«Крутая компания» c Грейсом, Деннисом Куэйдом и Скарлетт Йоханссон в главных ролях был номинантом на получение Золотого медведя в 2005 году на Берлинском кинофестивале.
В 2010 году с участием Грейса на экраны вышли 2 фильма: фантастический боевик «Хищники», где его коллегами были Эдриен Броуди, Лоренс Фишберн, а также Олег Тактаров и романтическая комедия «День святого Валентина», где он играет с Энн Хэтэуэй.

## Личная жизнь
В 2014 году Грейс начал встречаться с актрисой Эшли Хиншоу. Они обручились в январе 2015 года и поженились 29 мая 2016 года. У них есть дочь — Мейбел Джейн Грейс (род. 1 ноября 2017). В июле 2020 года у пары родился второй ребёнок.

## Фильмография
| Год       |    | Русское название                   | Оригинальное название         | Роль                      |
| --------- | -- | ---------------------------------- | ----------------------------- | ------------------------- |
| 1998—2006 | с  | Шоу 70-х                           | That '70s Show                | Эрик Форман               |
| 2000      | ф  | Траффик                            | Traffic                       | Сет Абрахамс              |
| 2001      | ф  | 11 друзей Оушена                   | Ocean’s Eleven                | играет себя               |
| 2002      | ф  | Пиноккио                           | Pinocchio                     | Люсиноло-Леонардо         |
| 2003      | ф  | Улыбка Моны Лизы                   | Mona Lisa Smile               | Томми Донегал             |
| 2003      | мс | Царь горы                          | King of the Hill              | Крис                      |
| 2004      | ф  | Постскриптум                       | P.S.                          | Ф. Скотт Фейнстадт        |
| 2004      | ф  | Свидание со звездой                | Win a Date with Tad Hamilton! | Пит Монаш                 |
| 2004      | ф  | 12 друзей Оушена                   | Ocean’s Twelve                | играет себя               |
| 2004      | ф  | Крутая компания                    | In Good Company               | Картер Дюрэйя             |
| 2005      | с  | Стелла                             | Stella                        | взрослый Кевин            |
| 2005      | мс | Робоцып                            | Robot Chicken                 | Эрик Форман               |
| 2007      | ф  | Человек-паук 3: Враг в отражении   | Spider-Man 3                  | Эдди Брок / Веном         |
| 2008      | мс | Симпсоны                           | The Simpsons                  | Донни                     |
| 2009      | ф  | Личное                             | Personal Effects              | Клэй                      |
| 2010      | ф  | День святого Валентина             | Valentine’s Day               | Джейсон Моррис            |
| 2010      | ф  | Хищники                            | Predators                     | Эдвин                     |
| 2011      | ф  | Отвези меня домой                  | Take Me Home Tonight          | Мэтт Франклин             |
| 2011      | ф  | Двойной агент                      | The Double                    | Бен Гири                  |
| 2011      | тф | Крах неприемлем: спасая Уолл-стрит | Too Big to Fail               | Джим Уилкинсон            |
| 2013      | ф  | Большая свадьба                    | The Big Wedding               | Джаред Гриффин            |
| 2014      | ф  | Интерстеллар                       | Interstellar                  | Гетти                     |
| 2014      | ф  | Сердце вдребезги                   | A Many Splintered Thing       | Скотт                     |
| 2015      | ф  | Ультраамериканцы                   | American Ultra                | Эдриан Йейтс              |
| 2018      | ф  | Под Сильвер-Лэйк                   | Under the Silver Lake         | мужчина в баре, друг Сэма |
| 2018      | ф  | Истерия                            | Delirium                      | Том                       |
| 2018      | ф  | Чёрный клановец                    | BlacKkKlansman                | Дэвид Дюк                 |
| 2019      | ф  | Прорыв                             | Breakthrough                  | пастор Джейсон Нобл       |
| 2019      | с  | Любовь, смерть и роботы            | Love, Death & Robots          | Роб                       |
| 2019      | с  | Чёрное зеркало: Осколки            | Black Mirror: Smithereens     | Билли Бауэр               |
| 2020      | с  | Сумеречная зона                    | The Twilight Zone             | Марк                      |
| 2020      | ф  | Честный кандидат                   | Irresistible                  | Курт Фарландер            |
| 2021—2023 | с  | Домоводство                        | Home Economics                | Том                       |
| 2024      | ф  | Еретик                             | Heretic                       | старейшина Кеннеди        |
| 2025      | ф  | Особо опасный пассажир             | Flight Risk                   | Винстон                   |
| 2025      | ф  | Хантингтон                         | Huntington                    |                           |